# Öberauer Donauschleife
Die Öberauer Donauschleife ist ein 290,59 Hektar großes Naturschutzgebiet in der Stadt Straubing und der Gemeinde Kirchroth im Landkreis Straubing-Bogen. Der Anteil auf Gebiet des Landkreises Straubing-Bogen liegt fast ausschließlich im Bereich der Saulburger Wiese südlich von Neudau mit einer Fläche von 60,57 Hektar.
Das Naturschutzgebiet umfasst eine charakteristische Donauauenlandschaft, die ein bedeutsames Rast- und Brutgebiet für bedrohte Schwimm-, Wat- und Wiesenvögel ist und ihnen Nahrungsgrundlagen und Lebensraum sicherstellt. Beim Bau der Staustufe Straubing wurde mittels eines Durchstichs die gut sechs Kilometer lange Öberauer Donauschleife für die Schifffahrt abgekürzt und damit zum Altwasser. Die mittlere Breite des Schutzgebietes entlang der Flussschleife beträgt gut fünfhundert Meter und liegt großteils in den Innenradien der Schleife.
Das Naturschutzgebiet wurde im November 1984 durch eine Verordnung einstweilig sichergestellt und im Oktober 1986 durch Verordnung eingerichtet.
Das Naturschutzgebiet liegt vollständig innerhalb des Landschaftsschutzgebietes Bayerischer Wald und auch des Fauna-Flora-Habitat Gebiets "Donau und Altwässer zwischen Regensburg und Straubing .